# Рижский музей модерна
Рижский музей модерна (латыш. Rīgas Jūgendstila centrs) — музей, посвященный архитектурному и декоративно-прикладному стилю модерн (также югендстиль или ар-нуво). Расположен в Риге, столице Латвии, по адресу улица Альберта, 12.
Здание в стиле национального романтизма, одного из проявлений модерна в Риге, было возведено в 1903 году видным латышским архитектором Константином Пекшенсом. В проектировании дома принимал участие Эйжен Лаубе, на тот момент студент архитектурного отделения Рижского политехнического института, а в будущем также знаменитый архитектор. Здание одним из первых в Риге было оборудовано центральным отоплением, а в квартиры подавалась горячая вода.
Внешний вид здания замечателен ярким выразительным силуэтом. Резные орнаменты, украшающие стены, содержат стилизованные изображения местных растений и животных.
Роспись потолка над спиральной лестницей в подъезде выполнена, предположительно, жившим здесь же латышским художником Янисом Розенталсом. Другим известным обитателем был латышский писатель и драматург Рудольф Блауманис.
Спиралевидная лестничная клетка главного подъезда по праву считается одной из прекраснейших не только в Латвии, но и во всей Европе.
23 апреля 2009 года в квартире, где некогда проживал сам архитектор (Константин Пекшенс жил здесь до 1907 года), был открыт музей. В 2008-2009 годах реставратором Гунитой Чакаре была воссоздана аутентичная декоративная отделка помещений. Собрание содержит предметы обстановки квартир, характерной для обитателей Риги начала XX века. Автор проекта интерьера — архитектор Лиесма Маркова.
В музее стиль модерн открывается во всей красе — начиная с планировки помещений, оригинального украшения стен и росписи потолков, оконных витражей, дубовых стеновых панелей, и заканчивая оконными и дверными ручками и прочими мелочами. Здесь собраны разнообразные предметы интерьера и быта того времени — мебель, посуда, художественные изделия, часы, одежда, вышивка и т. п. Полному погружению в эпоху способствуют сотрудники музея, облаченные в костюмы того времени, и музыка.
В 2016 году в музее начала действовать цифровая экспозиция.
Музей регулярно проводит в Риге акции в поддержку Всемирного дня модерна в начале июня.

## Галерея

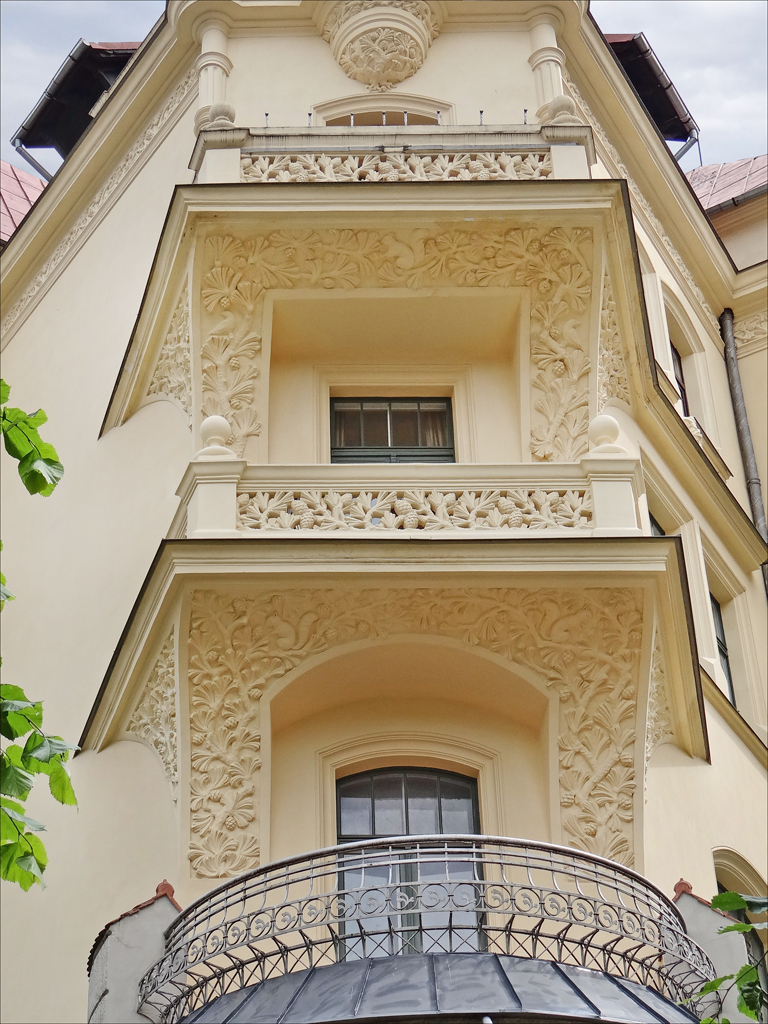
Отделка балконов
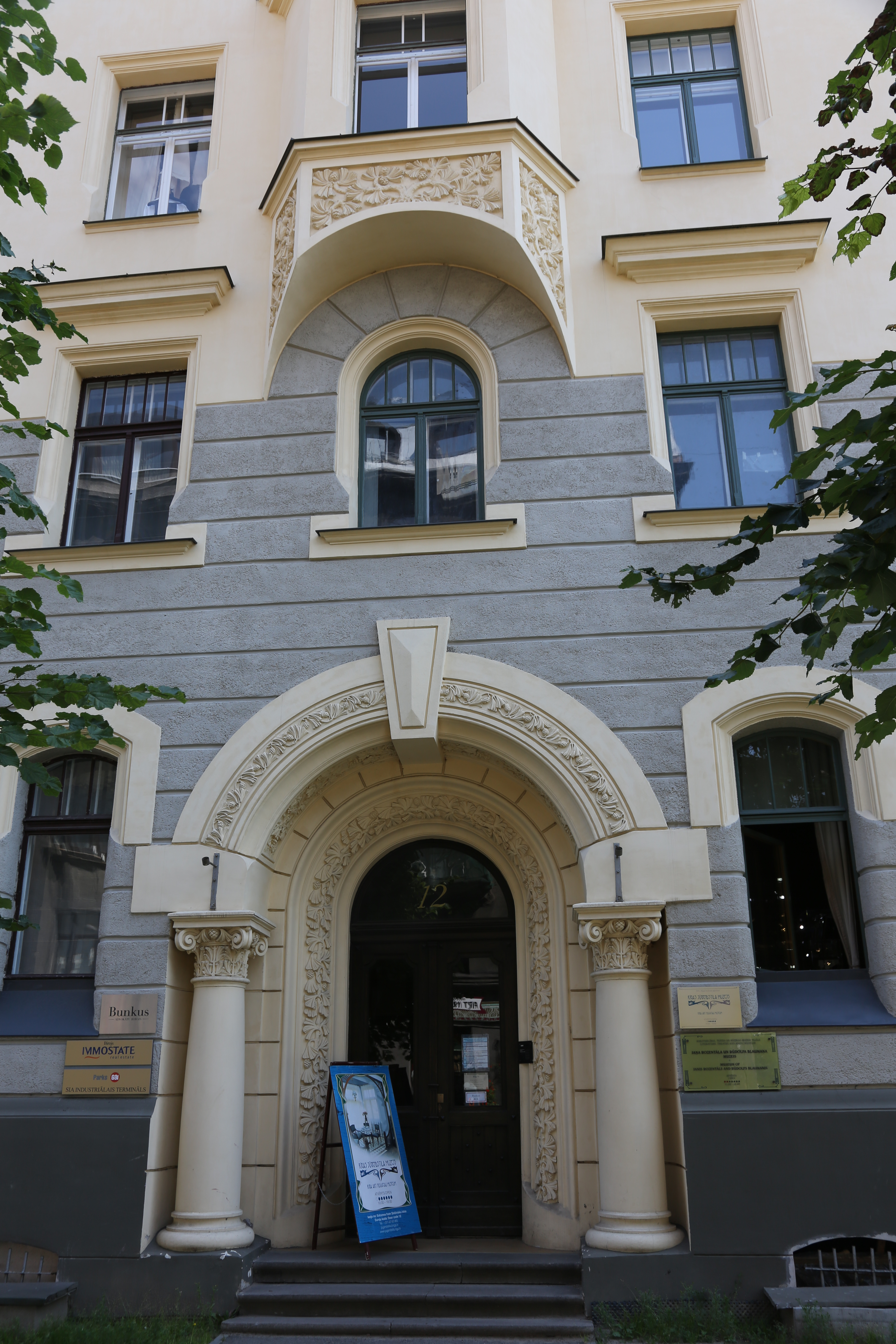
Вход в подъезд
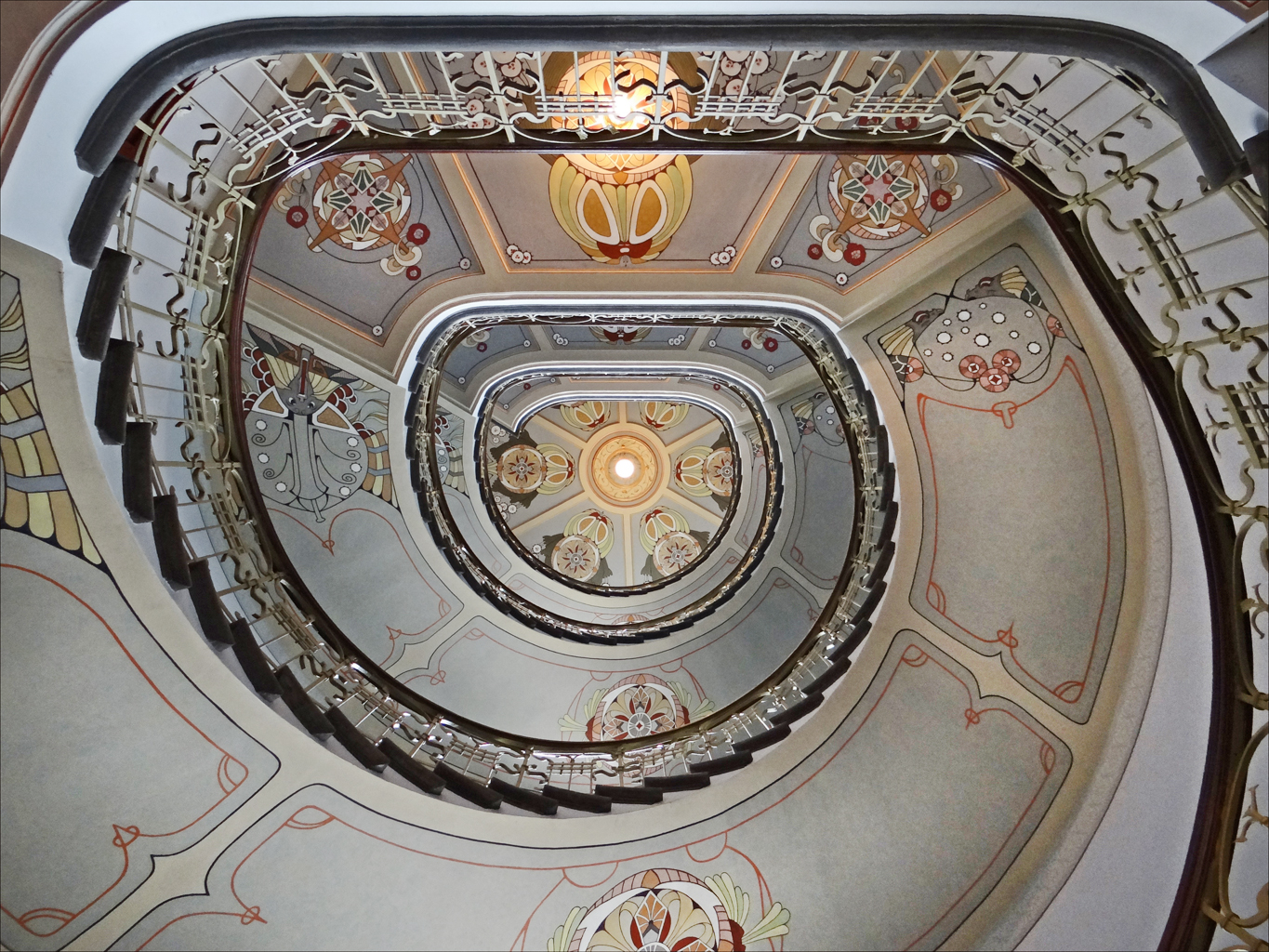
Лестница в подъезде
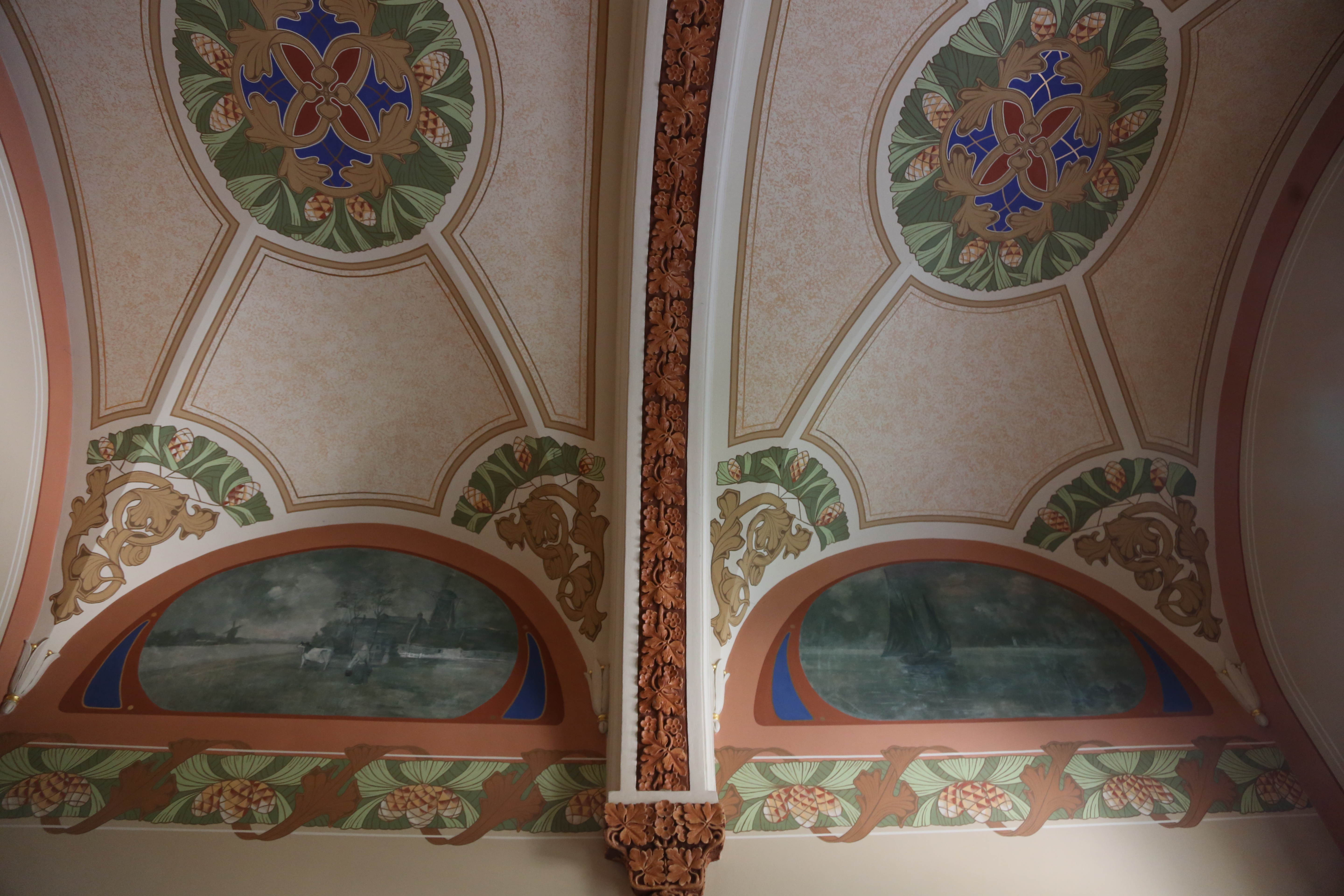
Роспись прихожей
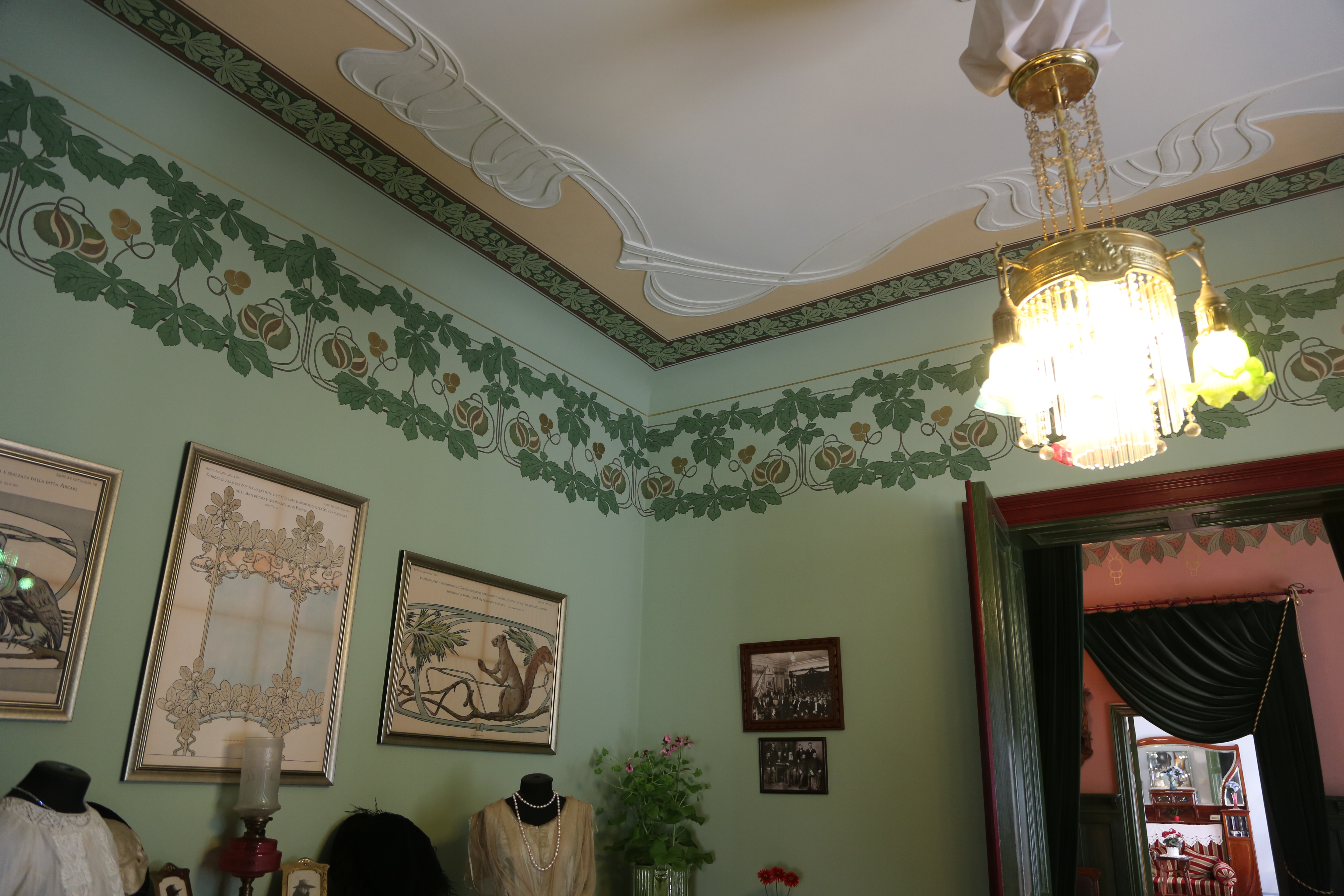
Обстановка квартиры